# Krementsjoek
Krementsjoek (Oekraïens: Кременчук) is een stad in de oblast Poltava in Centraal-Oekraïne, 300 kilometer ten zuidoosten van Kiev en gelegen aan de rivier Dnjepr. Het is een belangrijke industriestad. In 2021 had de stad 217.710 inwoners.
De stad is in 1571 gesticht en er zijn twee verklaringen voor het ontstaan van de naam. Het woord kremen betekent vuursteen, een mineraal dat werd gewonnen nabij de stad. Tsjoek betekent ik hoor, wat sloeg op de kreet die mijnwerkers uitsloegen als hun karren met vuursteen voorbijkwamen. Een andere verklaring is dat de naam van de stad klein fort betekent in het Turks.

## Geboren
- Dmitri Tjomkin (1894-1979), filmcomponist
- Alexander Petsjerski (1909-1990), Russisch militair in Tweede Wereldoorlog